# Rue Maracci
La rue  Maracci  est une rue de Lille, dans le Nord, en France. Il s'agit de l'une des rues du quartier du Vieux-Lille.

## Description
La rue Maracci est une rue parallèle à l'avenue du Peuple-Belge, qui relie la rue de la Halle à la rue Saint-Sébastien. Elle est coupée par la rue Princesse et par la rue de Jemmappes.

## Histoire
Le canal du Magasin-aux-Fourrages, dit aussi canal "de l'Araignée", "des Araignées" ou de "de l'Alliance", était un bras de la Deûle dans la paroisse de "La Madeleine" relié par un coude à la Basse Deûle en 1708. Il prenait naissance sous l'ancienne place du Marché aux charbons sur laquelle a été construite la Halle aux Sucres et longeait sur sa rive droite des haras et un Magasin-aux-Fourrages qu'il contournait en longeant les remparts puis rejoignait la Basse Deûle près de la porte d'eau. Sa largeur était comprise entre 15 et 20 mètres et il était navigable à l'exception de sa partie souterraine sous la rue de la Halle. Il a disparu après son comblement en 1901. La rue Maracci se situe dans un axe qui correspond au tracé de l'ancien canal.

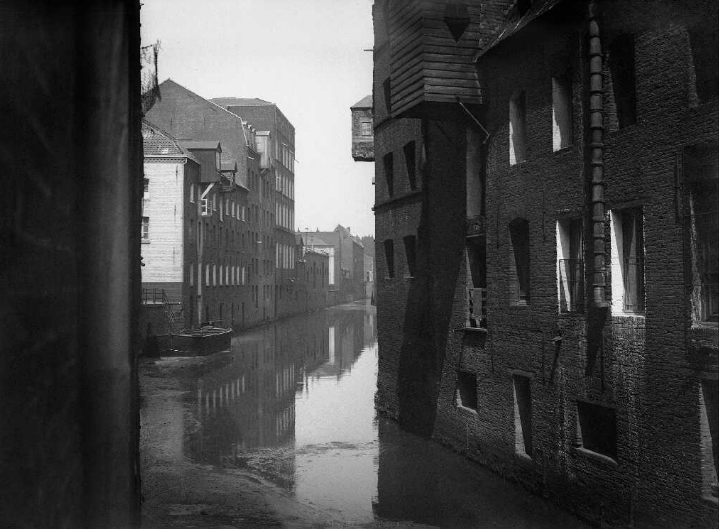
Canal du Magasin aux fourrages vers la Basse-Deûle
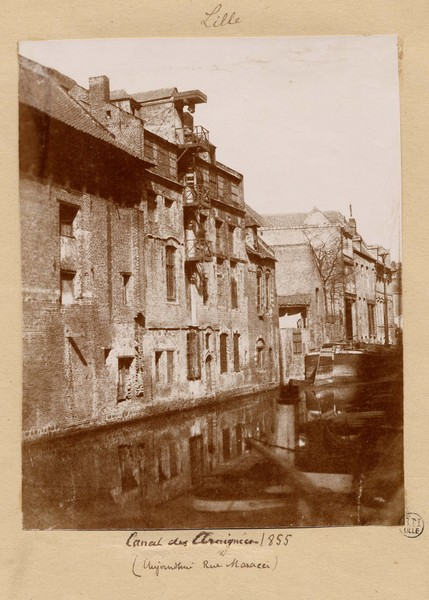
Le canal de l'Araignée
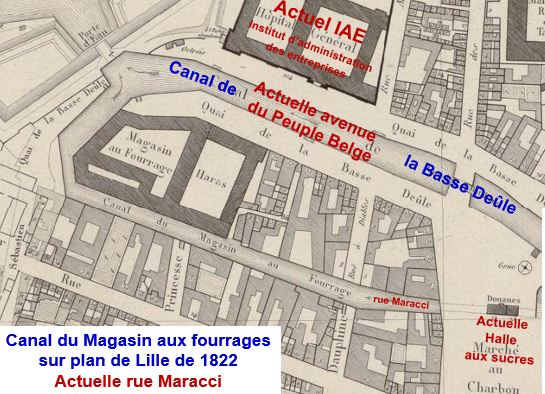
Canal du Magasin aux fourrages, actuelle rue Maracci sur plan de Lille de 1822